# 河内鋳物師
河内鋳物師（かわちいもじ）は、河内国丹南郡を本拠にしていた金属鋳造の技術者およびその集団。丹南鋳物師（たんなんいもじ）とも呼ばれる。活動の最盛期は平安時代後半から室町時代前半で、日本各地に先進的な鋳造技術を広める働きをした。

## 概要
河内国丹南郡一帯は、難波津と飛鳥を結ぶ古代の官道・竹内街道（丹比道）に近く、丹南鋳物師の前身は大陸からの渡来系の氏族と推定されている。8世紀ごろには、すでに銅による鋳造が行われていたとみられる。
12世紀から15世紀にかけて、狭山郷日置荘（堺市東区日置荘付近）や現在の堺市美原区を中心に多数の工房を設置。中でも堺市美原区大保を中心とする地域は、平安時代から室町時代にかけて、大保千軒といわれる河内鋳物師の一大拠点であったという。鋳物師たちは鞴のついた「こしき炉」を用い、鉄や銅で鍋や釜、鍬、鋤などの金属製品を多数鋳造した。とくに鍋は「河内鍋」と呼ばれて高級品とされた。また、その技術を買われて南都焼討で焼けた東大寺の大仏の修理や、鎌倉大仏の鋳造にも参加したと見られている。
河内鋳物師は、12世紀中ごろには、朝廷に鉄燈籠を献上したことなどによって鋳物事業を独占。蔵人所の燈炉供御人として課役免除と通行自由の特権を得て、諸国を回り鋳造や鋳物の販売などを行った。日本各地の梵鐘の銘文には河内鋳物師の名が刻まれたものが多数存在し、12世紀～13世紀に鋳造された梵鐘の約8割にものぼるという説もある。有力な氏族には広階（ひろしな）、丹治（たじ・たじひ）、物部（もののべ）、大中臣（おおなかとみ）、草部（くさかべ）などがあった。
やがて、河内の鋳物の中心地は流通に便のよい堺周辺へと移り、これまでの本拠であった丹南郡での鋳造は衰退。八上郡の金太（金田<かなた>。現在の堺市北区金岡町）・長曽根や和泉国大鳥郡大鳥庄上条郷（堺市西区鳳付近）のほか、1471年には摂津国住吉郡の五カ庄（五箇荘。堺市北区東浅香山町付近）に金屋（鋳造所）があった記録が見られるようになる。
1569年には織田信長の庇護を受けた今井宗久が五カ庄・遠里小野を支配する代官となり、自らの支配地に吹屋（鋳造所）を集めた（我孫子吹屋）。ここで堺の鉄砲製造を担わせ、戦国武将たちに提供した。

## 各地への伝播
河内鋳物師が影響した鋳物には大久保鋳物（新潟県柏崎市）、佐野天明鋳物（栃木県佐野市）、高岡鋳物（富山県高岡市）などがある。
京都の公家・真継宗弘は、1576年に「鋳物師職座法掟」を定め鋳物師を免許制とした。このとき、河内鋳物師との古来からの関わりを例証して、真継家の正当性を主張したため、河内丹南を鋳物師の発祥とする伝承が各地に残る一因になったとする説もある。

## 主な遺構
- 真福寺遺跡、太井遺跡、余部遺跡、日置荘遺跡（堺市）
- 観音寺遺跡、立部遺跡、岡遺跡（松原市）[2]